# Archelaus
Archelaus – zlatynizowana forma greckiego imienia męskiego Αρχελαος (Archelaos), które oznacza „przywódca ludu”, od αρχος (archos) –  "mistrz, władca, przywódca"  i λαος (laos) – „lud, ludzie”. Patronem tego imienia jest św. Archelaus, wspominany razem ze św. Cyriakiem (III wiek).
Archelaus imieniny obchodzi 23 sierpnia.
Imię to nosił m.in. Herod Archelaos, syn Heroda Wielkiego.